# Kellie Shanygne Williams
Kellie Shanygne Williams (Washington, 22 marzo 1976) è un'attrice statunitense.

## Carriera
Debutta nel 1987 in un episodio della serie televisiva Oddville MTV, ma solo in seguito ottiene il ruolo più famoso della sua carriera, quello del personaggio di Laura Winslow nella serie televisiva Otto sotto un tetto (Family Matters).
In seguito la Williams è apparsa in numerosi film e serie televisive come E.R. - Medici in prima linea (episodio 10 della sesta serie), Girlfriends o  In the Mix - In mezzo ai guai.
Nel 2009 conduce la trasmissione Clean House in onda su Style Network.

## Filmografia

### Cinema
- New York Miami - La strada del rap (Ride), regia di Millicent Shelton (1998)
- In the Mix - In mezzo ai guai (In the Mix), regia di Ron Underwood (2005)
- Steppin: The Movie, regia di Michael Taliferro (2009)
- Aide-de-Camp, regia di Emma Octavia – cortometraggio (2011)
- Christmas in Carolina, regia di Peggy Williams (2020)

### Televisione
- Otto sotto un tetto (Family Matters) – serie TV, 215 episodi (1989-1998)
- The ABC Saturday Morning Preview, regia di Gary Menteer – film TV (1991)
- ABC TGIF – serie TV, 2 episodi (1993)
- Moesha – serie TV, episodi 1x09-4x07 (1996-1998)
- Oddville, MTV – serie TV, 1 episodio (1997)
- After All, regia di Helaine Head – film TV (1999)
- What About Joan? – serie TV, 21 episodi (2000-2001)
- Girlfriends – serie TV, episodio 3x08 (2002)
- Strepitose Parkers – serie TV, episodio 5x10 (2003)
- Eve – serie TV, episodi 3x18-3x21-3x22(2006)

## Doppiatrici italiane
Nelle versioni in italiano delle opere in cui ha recitato, Kellie Shanygne Williams è stata doppiata da: 
- Monica Bertolotti in Otto sotto un tetto